# ボールトンポール バリオール
ボールトンポール バリオール
英国空軍クランウェル飛行学校のバリオール T.2、1955年
- 用途：練習機
- 製造者：ボールトンポール
- 運用者

  -  イギリス空軍英国空軍
  -  イギリス海軍艦隊航空隊
  -  スリランカ空軍
- 初飛行：1947年5月30日
- 生産数：229機
- 運用開始：1950年

バリオール (Boulton Paul Balliol) は、1950年代前半にイギリス空軍・海軍で使用された練習機で、ボールトンポール社が開発した。当初はターボプロップ・エンジンを搭載した練習機として開発されたが、その後空軍がピストン式エンジンを搭載することに仕様を変更したため、ロールス・ロイス社製のマーリンエンジンを搭載して完成した。1950年頃から配備が始まったが、その後ジェット・プロボストが配備されるとこれに切り替えられたため、199機の生産で生産打ち切りになった。この内、12機はセイロン空軍用である。これとは別に、海軍用の機体が30機製造された。これが、シー・バリオールで、着艦フックと主翼の折りたたみ機構を有していた。シー・バリオールは1950年代後半まで使用され、最後の機体は1969年まで飛行していた。
バリオールはボールトンポール社製の航空機の内、正式採用された最後の機体であった。

## 設計と開発
バリオールは英国空軍向けのターボプロップ エンジン付き3座高等練習機への英国航空省の要求仕様 T.7/45に合致し、競合機のアブロ アテナに対抗する機体として設計された。バリオールは引き込み式の主車輪と固定式の尾輪を備えた一般的な低翼単葉機であった。訓練生と教官はオブザーバーの前に並列に座った。試作初号機は臨時の820 hp (611 kW) ブリストル マーキュリー 30 星型エンジンを装着して1947年5月30日に初飛行を行った。予定していたアームストロング・シドレー マンバ ターボプロップエンジンを装着した試作2号機は1948年5月17日に初飛行を行い、これが世界初の単発ターボプロップ・エンジン航空機の飛行となった。航空省は1947年にこの要求仕様を再考し、ロールス・ロイス マーリン エンジンを使用する複座練習機の要求仕様T.14/47に変更した。
マーリン エンジンを装備したバリオールT.2が1948年7月10日に初飛行を行い、比較評価の結果アテナを破り本機が採用された。イギリス空軍のノースアメリカン ハーバードに代わり多数が発注された。Mk 1のオブザーバー用座席は取り払われたが並列配置の前席は残された。
シー・バリオールT.21は折り畳み式の主翼と着艦用のアレスティングフックを備えていた。
しかし1951年に航空省は再度練習機の要求仕様を変更し、ジェット エンジン搭載の練習機デ・ハビランド バンパイア T.Mk11を調達することを決定した。

## 運用の歴史
前量産型のバリオールは1950年に英国空軍の中央飛行学校に配備されたが飛行訓練の方針が変更されたためバリオールはノースアメリカン・ハーバードの代替機としてコッテスモア空軍基地の第7飛行学校に配備された。バリオールは後の1956年にデ・ハビランド バンパイア T.Mk11に代替されるまでクランウェル飛行学校に就役し、1953年からはミドルワロップ空軍基地の第288飛行隊に限定的に配備された。バリオールの運用は1957年9月に飛行隊が解隊されるまで続いた。
シー・バリオールはリー・オン・ソレントの第781飛行隊とアボットシンチ基地の第1843R.N.V.Rで使用され、最後の1機は1954年12月に配備された。残った数機が1963年9月までアボットシンチ基地で現役であった。
12機のMk.2が王立スリランカ空軍へ輸出された。

## 派生型
- P.108 バリオール T.Mk 1 : 試作機。3機製造。 アームストロング・シドレー マンバを装備。
- バリオール T.Mk 2 : 英空軍向け2座高等練習機。196機製造（166機がボールトンポール社製、30機がブラックバーン・エアクラフト社製）
- シーバリオール T.Mk 21 : 艦隊航空隊向け2座高等練習機。ボールトンポール社で30機を生産。

## 運用

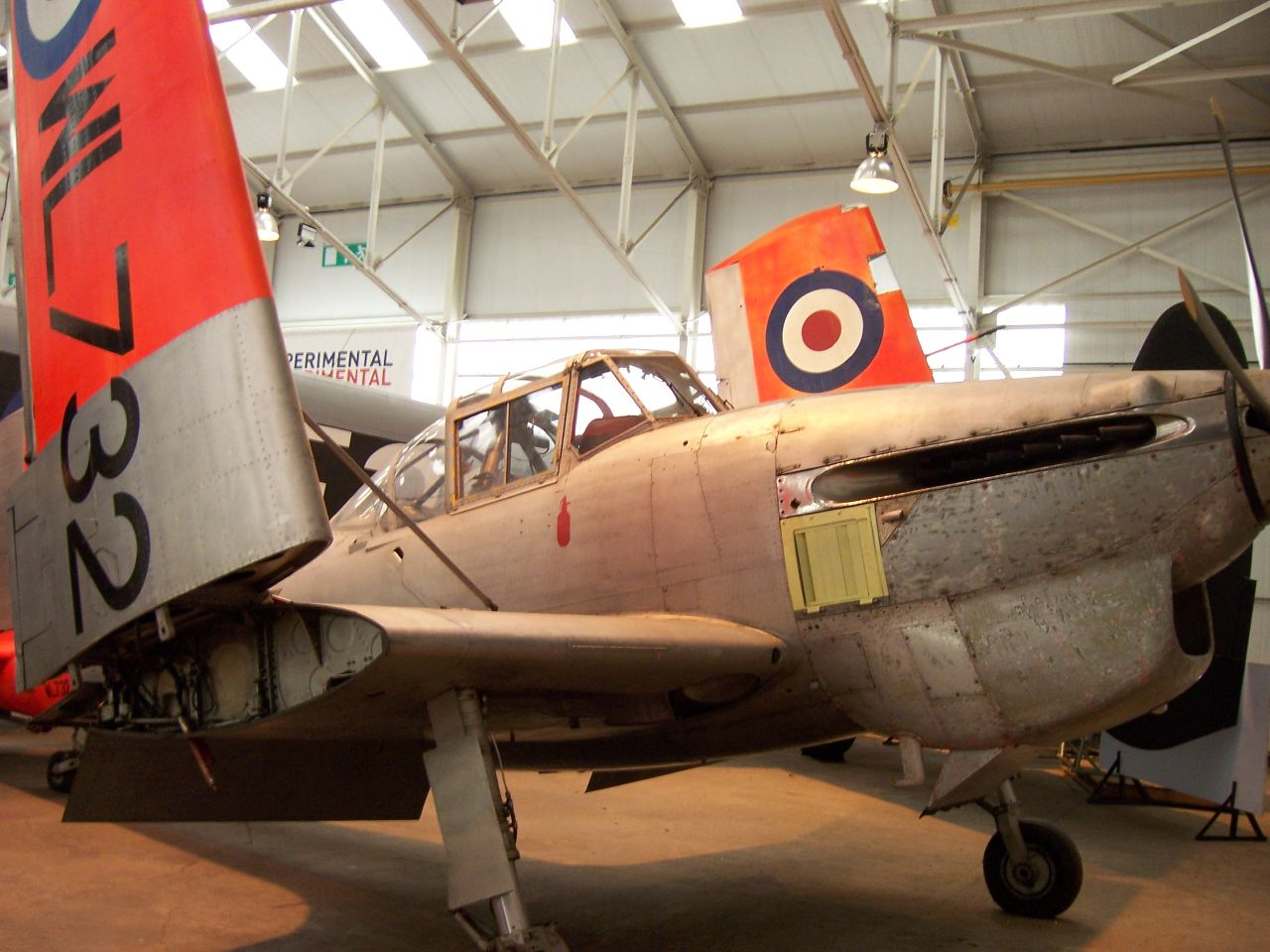
コスフォード英空軍博物館に展示されているシー・バリオール T.21

スリランカ
- 王立スリランカ空軍

 イギリス
- イギリス空軍
  - 英空軍第288飛行隊
  - 第238作戦転換部隊
  - 第7飛行訓練学校
  - 中央飛行学校
  - クランウェル飛行学校

- イギリス海軍、艦隊航空隊

## スペック
- 全幅: 11.98 m
- 全長: 10.93 m
- 全高: 3.81m
- 機体重量:  kg
- エンジン: ロールス・ロイス マーリン35 液冷  1245 hp
- 最大速度: 460 km/h
- 航続距離: 1,220 km
- 乗員: 2名